# فرثه (روستا)
 فرثه  (در عربی:  فَرثَة )
نام روستایی است در دهستان فَروَة از توابع استان صَعده در کشور یمن در شبه جزیره عربستان.

## جمعیت
جمعیت آن (۵۰ ) نفر (۶ خانوار) می‌باشد.